# Langrüssliges Stockrosenspitzmäuschen
Das Langrüsslige Stockrosen-Spitzmäuschen (Rhopalapion longirostre) ist eine Käferart aus der Familie Brentidae, Unterfamilie Apioninae, die zu den Rüsselkäfern im weiteren Sinn gehört. Die Art hat sich aus dem Mittelmeerraum nach Mitteleuropa ausgebreitet. Obwohl sie hauptsächlich an Stockrosen frisst, wurde sie auch schon auf Baumwollpflanzen gefunden.

## Merkmale

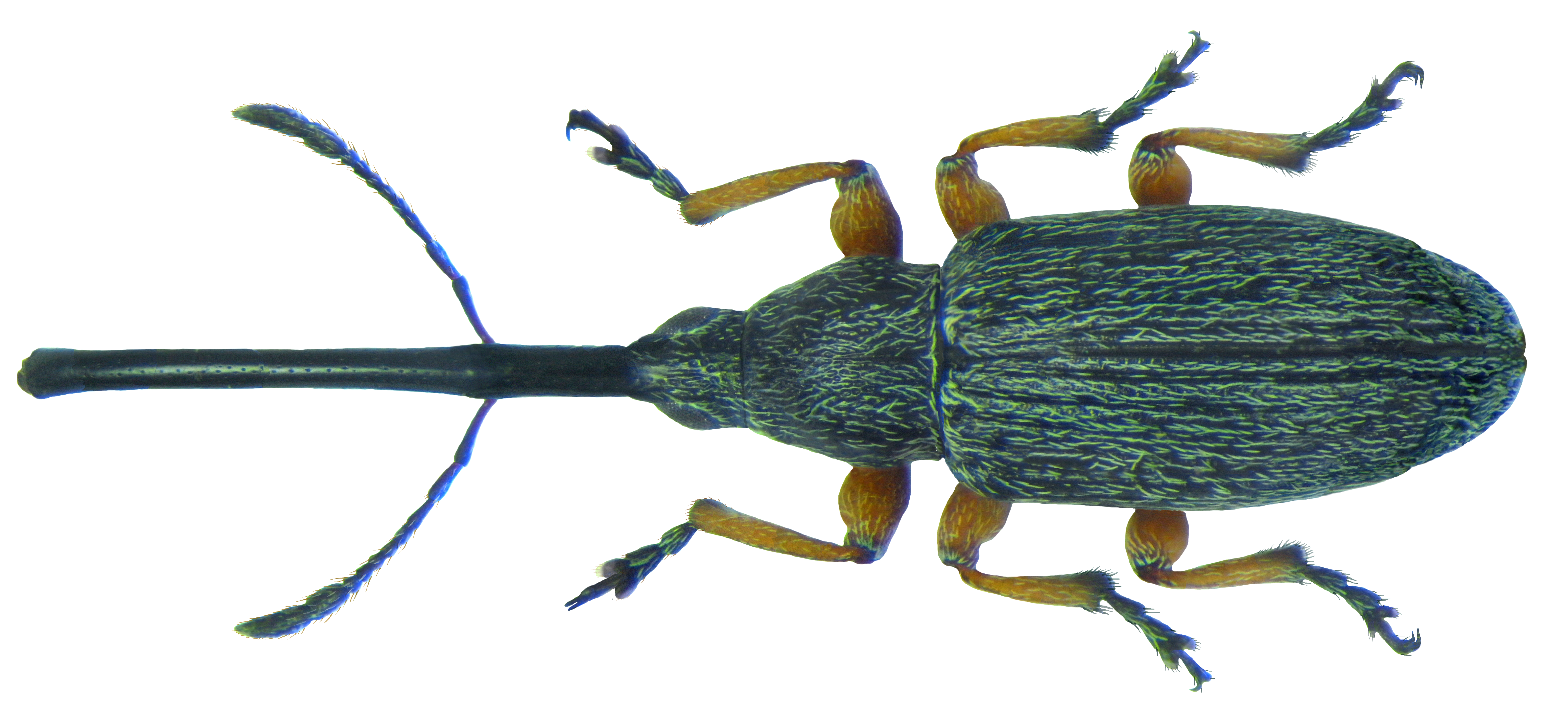
Weibchen

Die Käfer werden ohne die rüsselartige Kopfverlängerung ca. 2 bis 4 mm lang. Der Körper ist schwarz, allerdings dicht hellgrau behaart, so dass die Käfer bei flüchtiger Betrachtung grau wirken. Neben dem Schildchen ist die Behaarung etwas verdichtet. Die Beine sind gelbbraun gefärbt. Die Fühlerkeule setzt sich aus drei locker aneinandergefügten Gliedern zusammen und ist ungewöhnlich lang, so lang wie die sechs vorhergehenden Fühlerglieder zusammen.
Der lange Rüssel ist namensgebend (longiróstris, -e, lateinisch von lóngus für „lang“ und róstrum für „Rüssel“).
Es besteht ein auffallender Sexualdimorphismus in der Rüssellänge: Während der Rüssel des Männchens etwa die halbe Länge der Flügeldecken erreicht, ist der Rüssel des Weibchens nahezu körperlang.

## Verbreitung
Der Käfer ist ursprünglich im südlichen Mitteleuropa und im zentralen und östlichen Südeuropa sowie in Vorderasien und Nordafrika verbreitet, hat sein Verbreitungsgebiet aber mit der zunehmenden Popularität der Stockrose (Alcea rosea) als Zierpflanze in den vergangenen Jahrzehnten stark ausgeweitet. Inzwischen findet sich das Langrüsslige Stockrosen-Spitzmäuschen in weiten Teilen Europas, aber auch in Nordamerika.

## Lebensweise

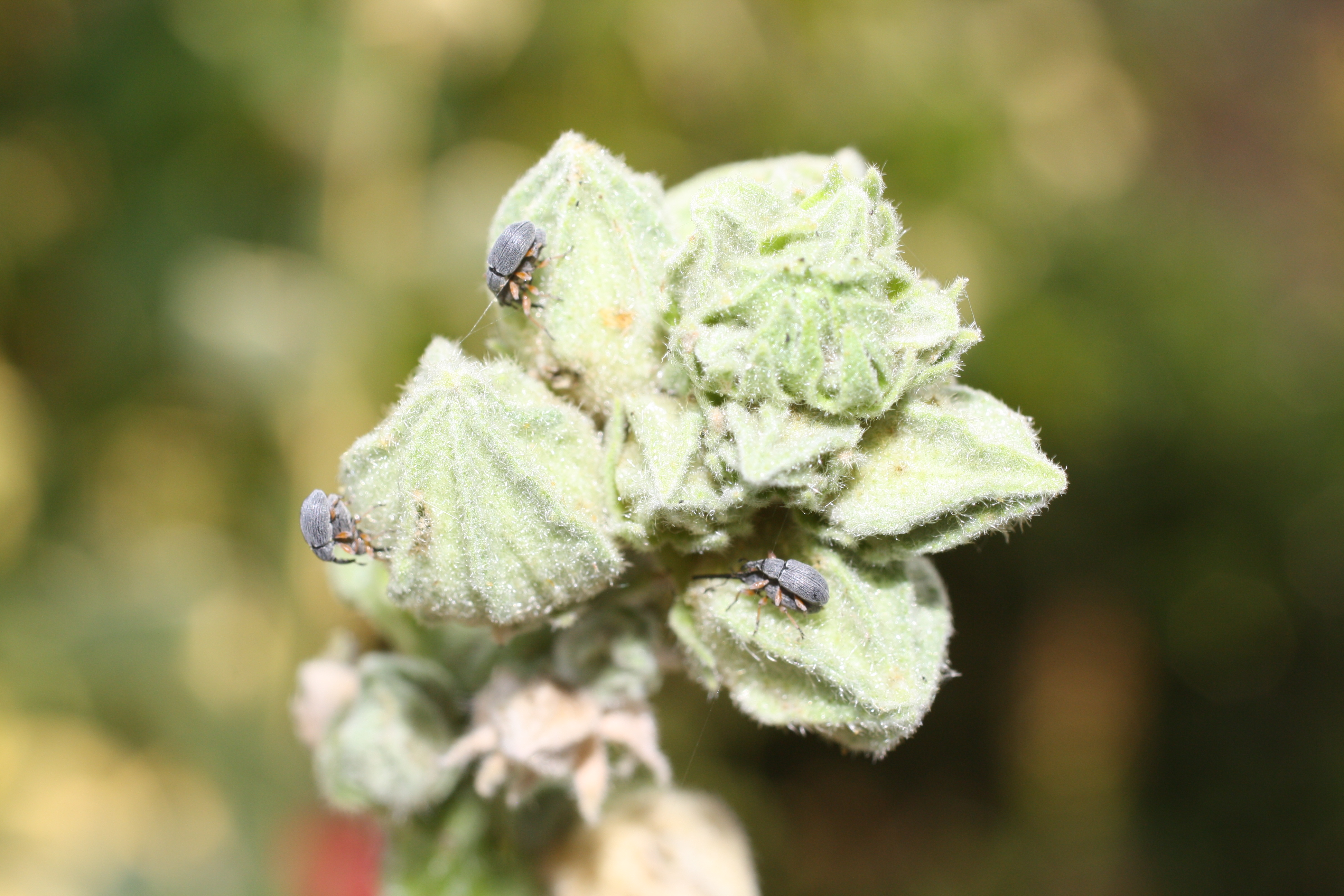
Befallssituation an einer Stockrose

Die Nahrung der Käfer sind die Blätter von bestimmten Malvengewächsen, während sich die Larven von den Fruchtknoten der Malven ernähren. Als Futterpflanzen kommen nur großfrüchtige Malvenarten in Frage, so dass die Käfer in Mitteleuropa praktisch ausschließlich an den als Gartenpflanzen gezogenen Stockrosen vorkommen. In anderen Gegenden der Erde wurde aber auch schon der Befall von Baumwolle beobachtet.

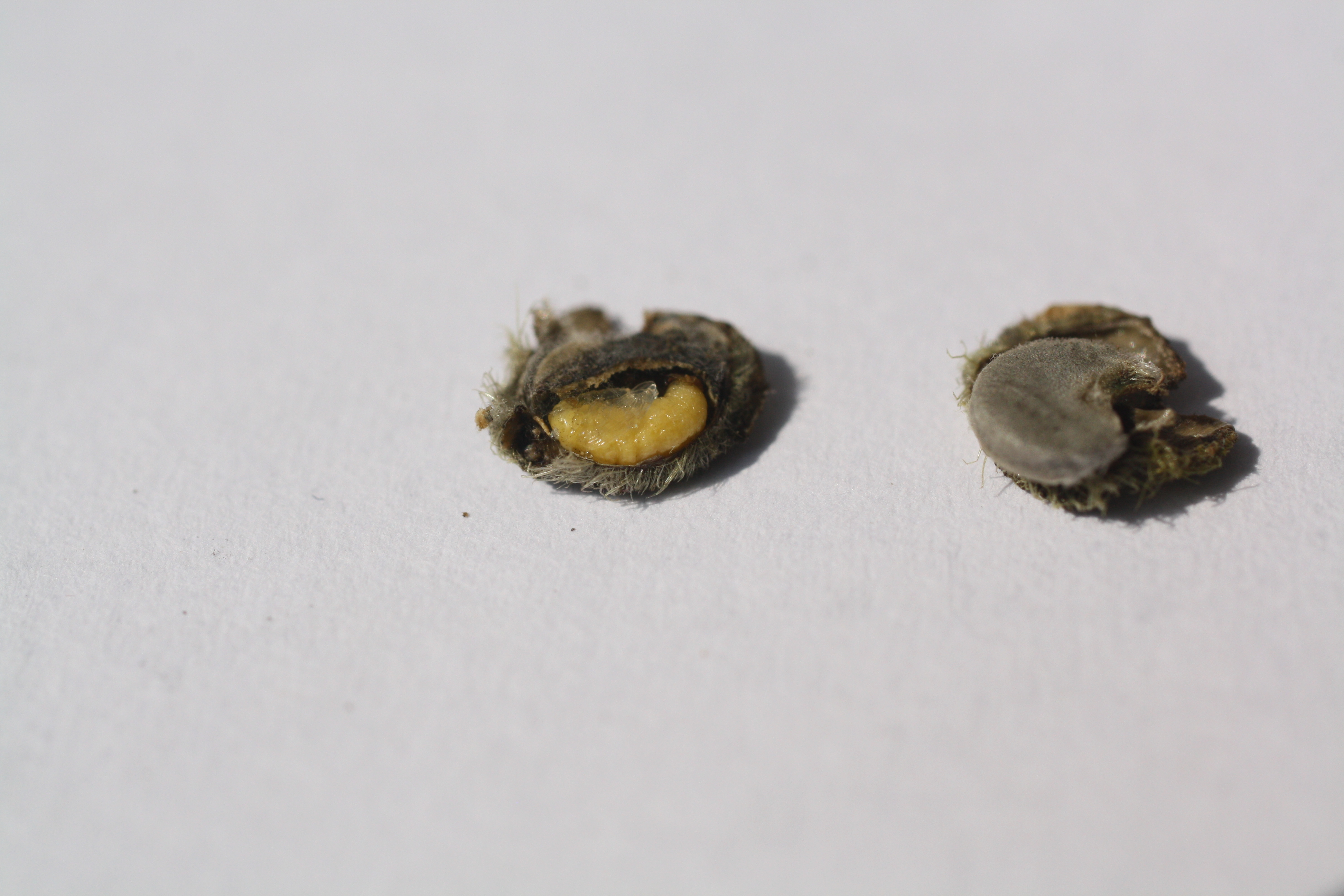
Stockrosensamen mit Puppe des Käfers

Zur Eiablage im Juni und Juli werden von den Weibchen mit dem Rüssel Gänge in die Knospen der Wirtspflanze gebohrt und in diese Eier abgelegt. Die Larven fressen sich durch die Knospe hindurch zum Fruchtknoten, von dem sie sich ernähren. Innerhalb von vier bis sechs Wochen wird von jeder Larve so eine Frucht gefressen. Vor der Verpuppung wird durch die Larve ein Schlupfloch in die bis dahin entwickelte Samenkapsel der Wirtspflanze gefressen, das mit einem weißen Sekret verschlossen wird. Durch dieses Loch verlässt der vollentwickelte Käfer die Samenkapsel, der dann nicht mehr in der Lage wäre, die Kapsel zu öffnen. Der Schlupf der Käfer, die anschließend überwintern, erfolgt ab September.

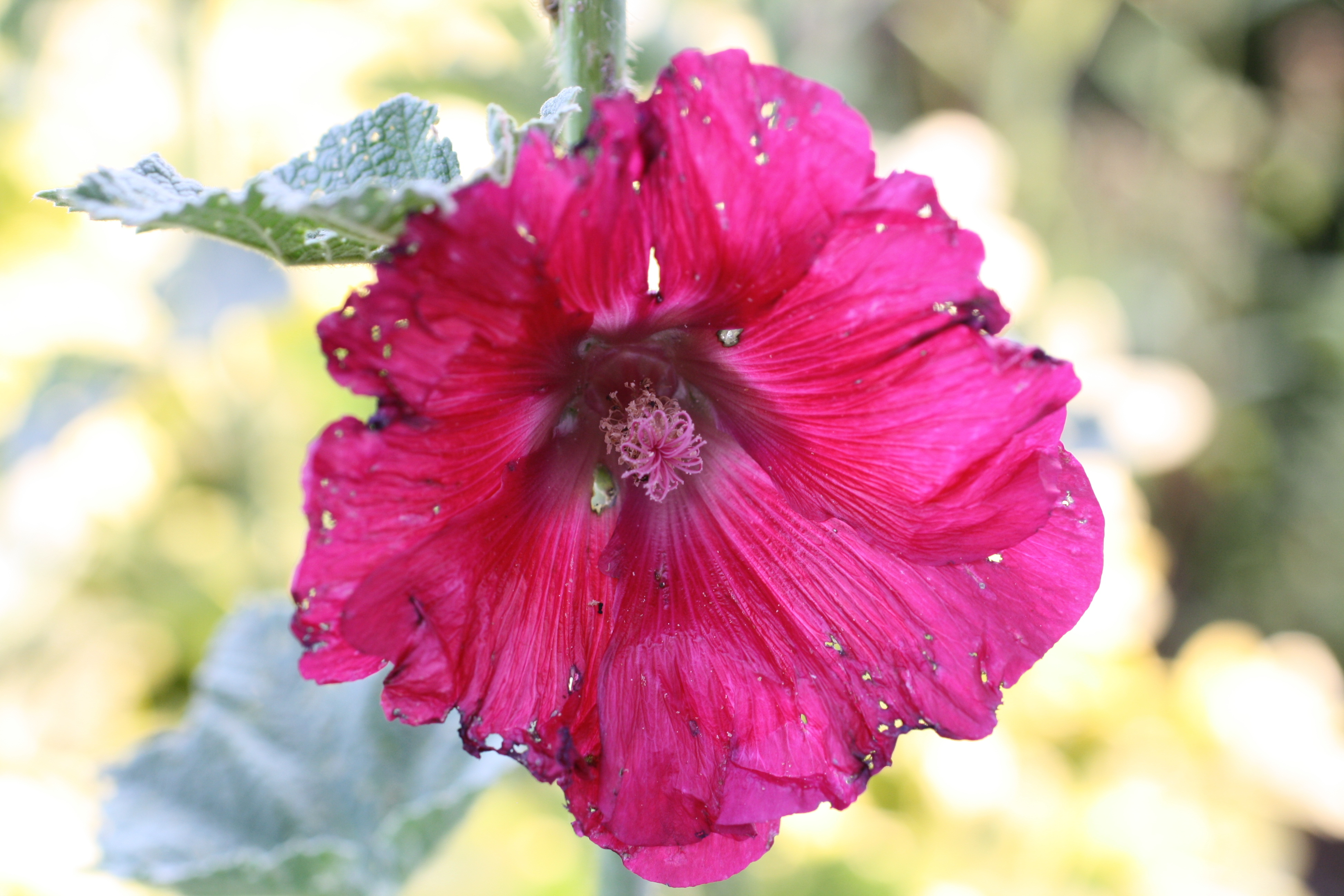
Schadbild durch Langrüssliges Stockrosen-Spitzmäuschen

## Bekämpfung
Die ausgewachsenen Käferchen lassen sich bei Gefahr von der Pflanze fallen. Wenn man die Pflanze vorsichtig über eine ausreichend große Schüssel biegt und dann kräftig gegen den Stängel klopft, lässt sich der Befall wirksam reduzieren.

## Gefährdung
Die neobionte Art gilt in Deutschland als ungefährdet.